# Saint-Nazaire-en-Royans
Saint-Nazaire-en-Royans é uma comuna francesa na região administrativa de Auvérnia-Ródano-Alpes, no departamento de Drôme. Estende-se por uma área de 3,54 km². Em 2010 a comuna tinha 818 habitantes (densidade: 231,1 hab./km²).